# Picnic i Helsinki Live
|  | Denne artikel er oprettet af botten PalnaBot ud fra en ekstern database. Den kan derfor have sproglige fejl eller mangler. Denne skabelon kan fjernes efter kontrol af indholdet. |

Picnic i Helsinki Live er en dokumentarfilm instrueret af Stig Bilde efter manuskript af Stig Bilde.

## Handling
To humoristiske musikvideoer med det danske rock / funk / jazz / scratch band Picnic, optaget live i Helsinki. Picnic er et unikt band, fyldt med energi og sort humor. De er to gange valgt som Danmarks bedste undergrundsband.